# Station Głubczyce
Station Głubczyce is een spoorwegstation in de Poolse plaats Głubczyce.